# Club des travailleurs de Zouïev

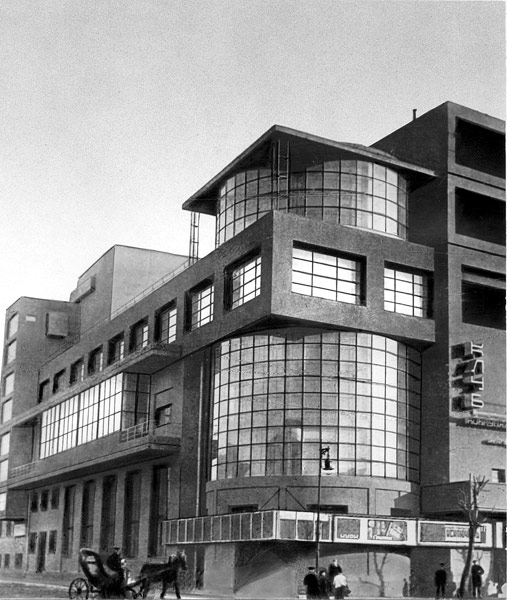
Club des travailleurs de Zouïev, 1929.

Le Club des travailleurs de Zouïev, ou Club Zuyev (russe: Клуб имени Зуева), à Moscou est une œuvre de premier plan de l'architecture constructiviste. Il a été conçu par Ilya Golossov en 1927 et achevé en 1929, l'ouverture ayant eu lieu le 4 février 1930. 
Telle que conçue par l'architecte, la construction du Club Zuyev devait être associée au monde de la technologie, tant par les moyens utilisés que par l'architecture en elle-même. La construction a été anticipée afin d'être terminée pour le dixième anniversaire de la révolution d'Octobre et s'est achevé en août 1929. Le Club Zuyev a reçu son nom en l'honneur de Sergey Zuev, serrurier d'un parc de tramways, participant à la révolution de 1905, exécuté sous l'accusation d'assassinat de son patron F. Krebs.
Il a été conçu pour abriter diverses installations pour les travailleurs moscovites.
Golosov était un passionné de formes expressives et dynamiques plutôt que de la logique des méthodes de conception constructivistes. La façade du bâtiment est composée d'escaliers vitrés cylindriques se croisant avec des plans de plancher rectangulaires superposés pour créer une composition spectaculaire. Une série de salles, de club, et de foyers ouverts mènent à un auditorium de 850 places.
Depuis l'époque de Golosov, une partie des fenêtres a été maçonnée, réduisant ainsi la masse cubique perforée d'origine et lui faisant perdre du volume.

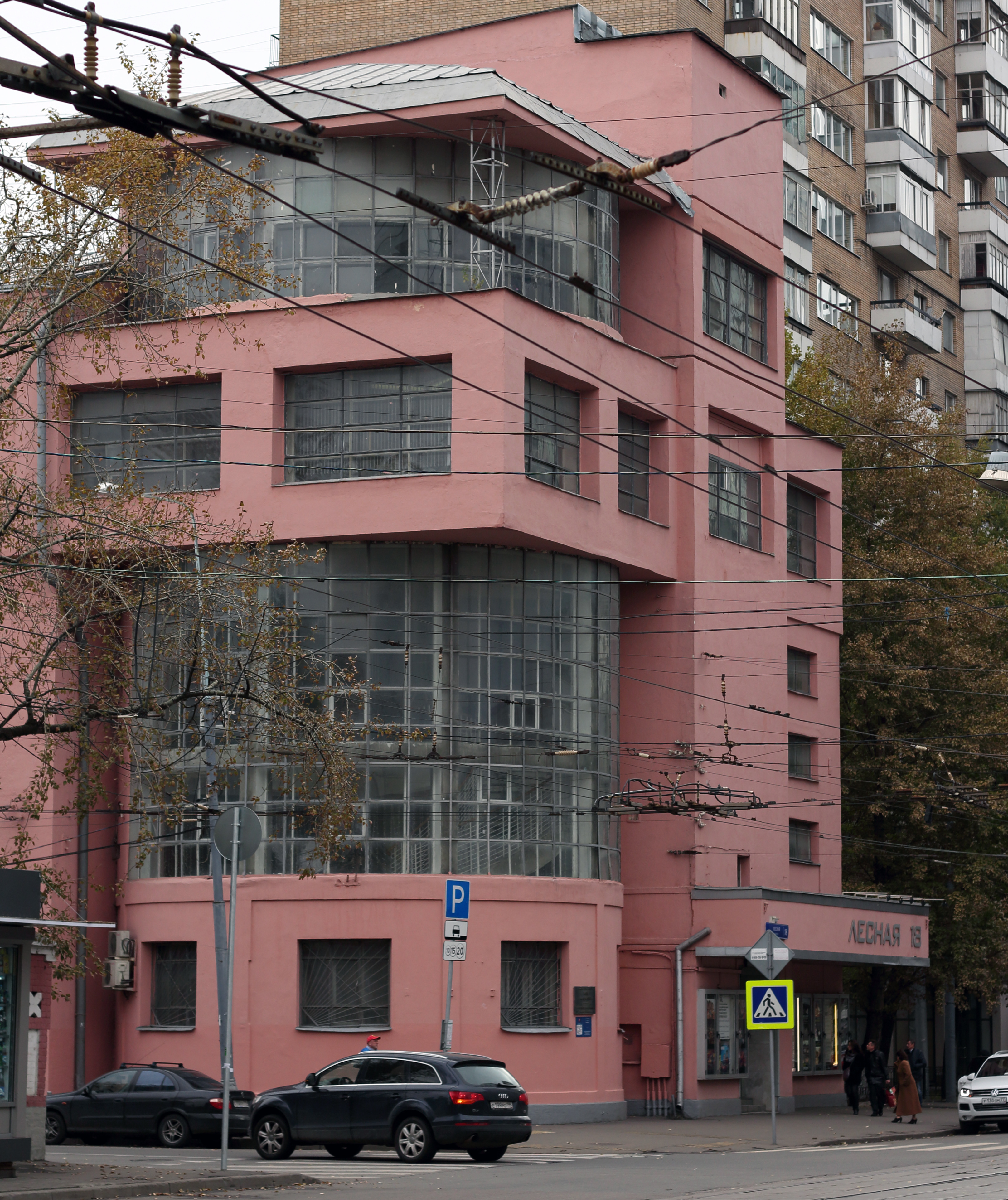
Façade en 2014